# Robert Curl
Robert Floyd Curl (sinh 23 tháng 8 năm 1933 - mất ngày 2 tháng 7 năm 2022) là nhà hóa học người Mỹ. Ông được trao Giải Nobel Hóa học vào năm 1996 cùng với Richard Smalley và Harold Kroto. Cả ba đều đã phát hiện ra Fullerene.